# Gronostaj europejski
Gronostaj europejski, gronostaj, łasica gronostaj (Mustela erminea) – gatunek małego drapieżnego ssaka z rodziny łasicowatych (Mustelidae).

## Występowanie
Europa (w całej Polsce), Azja i Ameryka Północna. W Nowej Zelandii jako gatunek inwazyjny. Mieszka na obrzeżach lasów, w zaroślach, jest naziemnym zwierzęciem drapieżnym, prowadzącym raczej nocny tryb życia.

## Opis

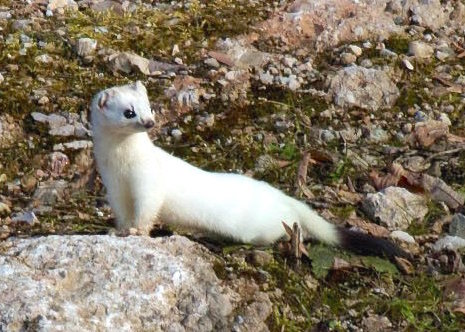
Zimowe ubarwienie

Sierść
Gronostaj ma zmienne ubarwienie, zależne od pory roku. W lecie jego sierść jest koloru czekoladowobrązowego na grzbiecie, żółtobiałego na brzuchu, z czarnym końcem ogona; w zimie futro zmienia na białe z czarnym końcem ogona. Żyją do 7 lat.
Polowanie i obrona
Poluje przede wszystkim w nocy, łapiąc lemingi, a nawet ptaki. Jeśli zostanie zaatakowany, broni się ostrymi pazurami i kłami. Może atakować nawet osobniki większe od siebie (np. zające).
Rozmiary
- długość ciała (bez ogona) 17–33 cm, długość ogona 4,2–12 cm[7],
- masa ciała samców 67–116 g, samic 25–80 g[7].

PożywienieŻywi się drobnymi owadami, kręgowcami, mięczakami. W zimie czasem atakuje też zwierzęta większe od siebie np. zające.
RozródW lutym i w marcu ma ruję i po 70 dniach ciąży rodzi od 3 do 18 (zwykle 4–9) młodych, które są ślepe przez około 10 dni. Samica karmi młode przez 2 miesiące. Gniazdo wyściela mchem i sierścią.
OchronaGronostaj jest objęty częściową ochroną gatunkową.

## Podgatunki
Wyróżnia się ponad trzydzieści podgatunków gronostaja:
- M. erminea aestiva
- M. erminea alascensis
- M. erminea anguinae
- M. erminea arctica
- M. erminea augustidens
- M. erminea bangsi
- M. erminea celenda
- M. erminea cigognanii
- M. erminea erminea – gronostaj europejski
- M. erminea fallenda
- M. erminea ferghanae – gronostaj indyjski
- M. erminea gulosa
- M. erminea haidarum
- M. erminea hibernica
- M. erminea initis
- M. erminea invicta
- M. erminea kadiacensis
- M. erminea kaneii
- M. erminea karaginensis
- M. erminea lymani
- M. erminea martinoi
- M. erminea minima
- M. erminea mongolica
- M. erminea muricus
- M. erminea nippon
- M. erminea ognevi
- M. erminea olympica
- M. erminea polaris
- M. erminea richardsonii
- M. erminea ricinae
- M. erminea salva
- M. erminea seclusa
- M. erminea semplei
- M. erminea stabilis
- M. erminea streatori
- M. erminea teberdina
- M. erminea tobolica